# Michal Bobek
Michal Bobek (nascut el 1977 a Chrudim, República Txeca) és un advocat txec especialitzat en dret europeu, dret comparat i teoria jurídica. A l'octubre de 2015 es va convertir en el primer advocat general del Tribunal de Justícia de la Unió Europea designat per la República Txeca. El 2004 es va graduar a la Facultat de Dret i també de Relacions Internacionals a la Universitat Carolina de Praga.Bobek va assistir a un curs de dos anys en Dret anglès i en dret de la UE organitzat a distància per la Universitat de Cambridge. També va estudiar a la Université libre de Bruxelles (2001-2002) i a la Escola de Dret TC Beirne de la Universitat de Queensland, Austràlia (2003). El 2005 va obtenir el títol M.Jur. a la Universitat d'Oxford (Premi Winter Williams). El 2011 va defensar el seu doctorat a l'Institut Universitari Europeu de Florència (premi Mauro Cappelletti).